# Міконос (аеропорт)
Національний аеропорт острів Міконос (грец. Κρατικός Αερολιμένας Μυκόνου) (IATA: JMK, ICAO: LGMK) — аеропорт на острові Міконос, Греція. Розташований за 4 кілометри від міста Міконос. Аеропорт було відкрито у 1971
Час їзди з міста до аеропорту становить близько 10 хвилин. Нема громадського транспорту для перевезення пасажирів з аеропорту до міста. Стоянка таксі знаходиться перед терміналом. Вартість таксі в місті становить від 5 до 10 €. Багато готелів також пропонують перевезення в аеропорт приватними мікроавтобусами.

## Авіакомпанії та напрямки, вересень 2019
| Авіакомпанія                  | Пункт призначення |
| ----------------------------- | --- |
| Aegean Airlines               | Сезонний: Афіни, Бейрут, Тель-Авів                                                                                                 |
| Alitalia                      | Сезонні: Мілан-Лінате, Рим-Ф'юмічіно                                                                                               |
| Arkia                         | Сезонний: Тель-Авів |
| Astra Airlines                | Сезонний: Салоніки |
| AtlasGlobal                   | Сезонний: Стамбул |
| Austrian Airlines             | Сезонний: Відень |
| Bluebird Airways              | Сезонний: Тель-Авів |
| British Airways               | Сезонний: Лондон-Сіті, Лондон-Хітроу, Лондон-Станстед, Манчестер                                                                   |
| Brussels Airlines             | Сезонний: Брюссель |
| Condor                        | Сезонний: Дюссельдорф, Франкфурт, Мюнхен                                                                                           |
| easyJet                       | Сезонний: Лондон-Гатвік, Лондон-Лутон, Ліон, Манчестер, Мілан-Мальпенса, Неаполь, Ніцца, Париж-Шарль де Голль, Париж-Орлі, Венеція |
| easyJet Switzerland           | Сезонний: Базель-Мюлуз-Фрайбург, Женева                                                                                            |
| Edelweiss Air                 | Сезонний: Цюрих |
| Ellinair                      | Сезонний: Салоніки |
| Eurowings                     | Сезонний: Кельн/Бонн, Мюнхен |
| Iberia Express                | Сезонний: Мадрид |
| Laudamotion                   | Сезонний: Відень |
| Middle East Airlines          | Сезонний чартер: Бейрут |
| Neos                          | Сезонні: Мілан-Бергамо, Болонья, Мілан-Мальпенса, Рим-Ф'юмічіно, Верона                                                            |
| Olympic Air                   | Афіни Сезонний: Салоніки |
| Qatar Airways                 | Сезонний: Доха |
| Ryanair                       | Болонья, Бордо, Франкфурт, Пафос                                                                                                   |
| Scandinavian Airlines         | Сезонний: Стокгольм-Арланда |
| Sky Express                   | Сезонний: Афіни |
| Swiss International Air Lines | Сезонний: Женева |
| Thomas Cook Airlines          | Сезонний: Манчестер |
| Transavia                     | Сезонний чартер: Амстердам |
| Transavia France              | Сезонний: Нант Париж-Орлі |
| TUIfly Belgium                | Сезонний: Брюссель |
| Tus Airways                   | Сезонний: Тель-Авів |
| Volotea                       | Сезонний: Афіни, Барі, Генуя Марсель, Мюнхен, Неаполь, Венеція, Верона                                                             |
| Vueling                       | Сезонний: Барселона, Флоренція, Рим-Фіумічіно                                                                                      |